# Ruan Lingyu

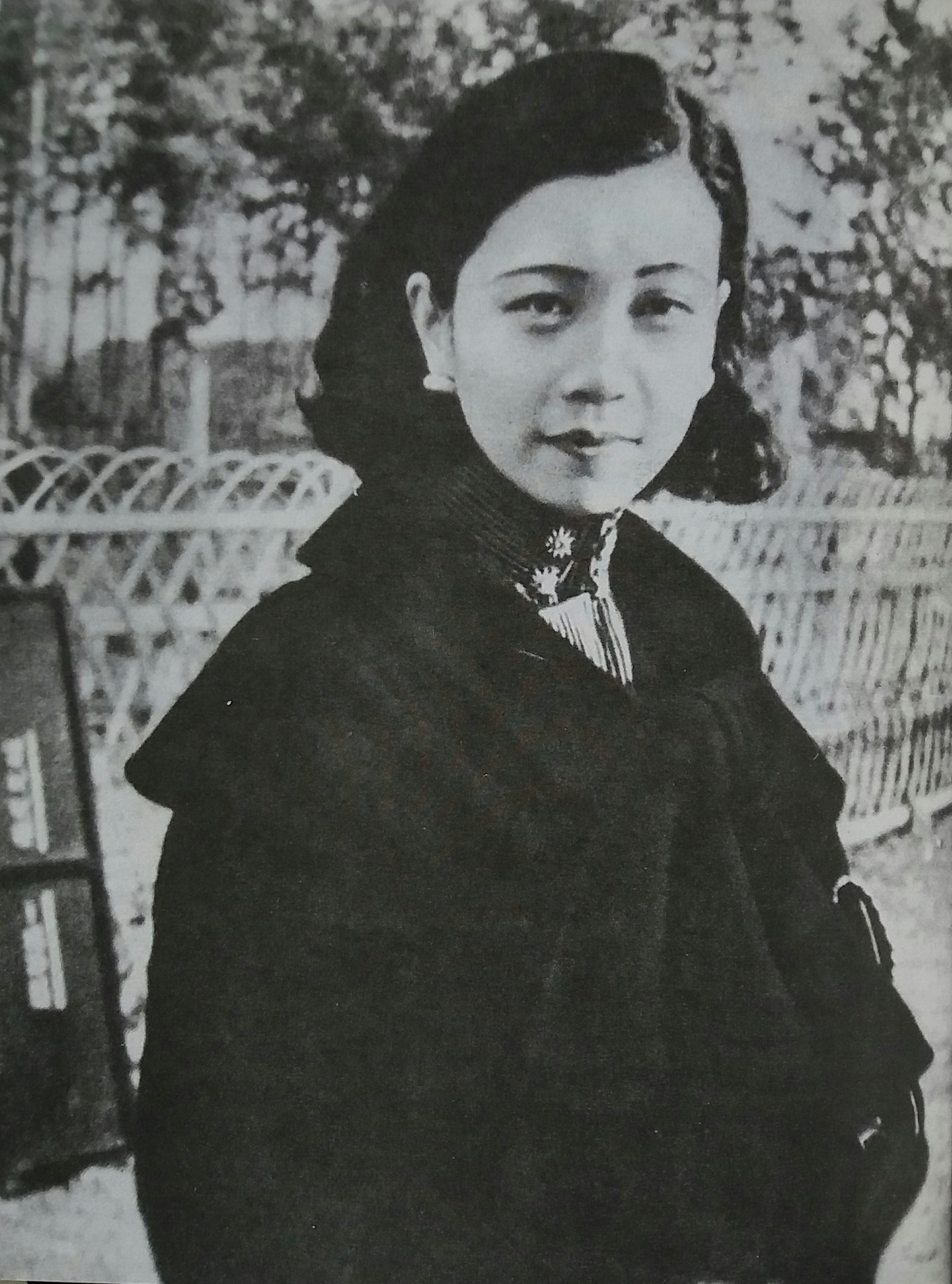
Ruan Lingyu

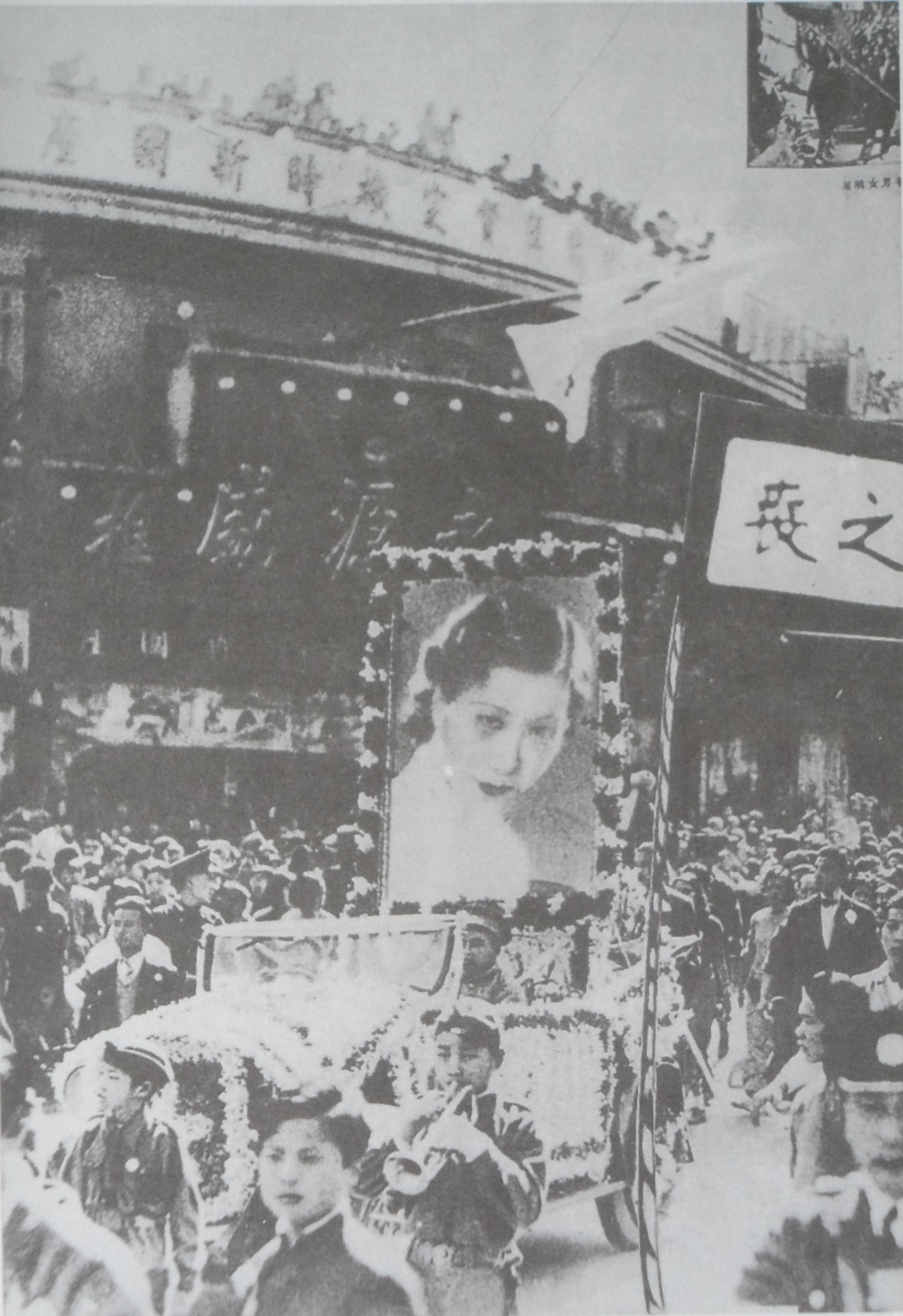
Menigte bij haar begrafenis

Ruan Lingyu (Shanghai, 26 april 1910–Shanghai, 8 maart 1935) (jiaxiang: Guangdong, Zhongshan, Nanlang, Zuobutoucun 广东中山南朗左步头村) was een van de bekendste Chinese filmsterren in de jaren dertig van de twintigste eeuw. Het waren voornamelijk stomme films waarin ze speelde. In 1991 kwam de film Ruan Lingyu 《阮玲玉》uit, die een biografie van haar was.

## Biografie
Ruan Lingyu werd in 1910 geboren als Ruan Fenggen (阮凤根). Toen ze zes was overleed haar vader door een ziekte en moest ze verder leven met haar moeder. Ze had op de meisjes-middelbare school Chongde gezeten.
In 1926 ging de zestienjarige Ruan solliciteren bij een filmsterrenbedrijf om filmster te worden, ze kreeg in dat jaar haar eerste rol. Twee jaar later ging ze voor Dazhonghuabaihe werken en speelde in zes films. In 1930 stapte ze over naar het filmbedrijf Luanhua van Li Minwei en Luo Mingyou. In haar hele leven heeft ze in 29 films rollen gespeeld. Haar carrière kan men in twee periodes verdelen. De periode dat ze bij Dazhonghuabaihe werkte en de tijd dat ze bij Luanhua werkte.
Na de opnames van de film National Custom pleegde Ruan op 8 maart 1935 zelfmoord in een huis aan de weg Xinjialu (新闸路), in Shanghai. Ze pleegde het door middel van slaappillen. Toen haar mannelijke huisgenoot haar ontdekte met een overdosis slaappillen, bracht hij haar gelijk naar een Japans ziekenhuis. Helaas had dat ziekenhuis geen dokter, dus moet hij haar naar een privéziekenhuis brengen, maar die weigerde haar op te nemen. Om tien uur in de ochtend stierf ze. Op 14 maart vond haar uitvaart plaats. Ongeveer 200.000 mensen kwamen de plechtigheid bijwonen.

## Filmografie
- 1927 The Couple in Name 《掛名夫妻》
- 1927 Yangxiaozhen 《楊小真》(ook als Beijingyangguifei《北京楊貴妃》)
- 1927 Xueleibei 《血泪碑》
- 1928 Caizhuangyuanjianzaoluoyangqiao 《蔡状元建造洛陽橋》
- 1928 The White Cloud Pagoda 《白雲塔》
- 1929 Zhenzhuguan 《珍珠冠》
- 1929 Qing yu bao jian 《情欲寶鑑》
- 1929 Jie hou gu hong 《劫後孤鴻》
- 1929 Tianpojiulongshan 《大破九龍山》
- 1929 Huoshaojiulongshan 《火燒九龍山》
- 1929 Yinmuzhihua 《銀幕之花》
- 1930 Reminiscence of Peking 《故都春夢》
- 1930 Suicide Contract 《自殺合同》
- 1930 Wild Flowers 《野草閒花》
- 1931 Love and Duty 《戀愛與義務》
- 1931 A Spray of Plum Blossoms 《一剪梅》
- 1931 Peach Blossom Weeps Tears of Blood 《桃花泣血記》
- 1931 Yutangchun 《玉堂春》
- 1932 Xugudaochunmeng 《续故都春夢》
- 1933 Three Modern Women 《三個摩登女性》
- 1933 Chengshizhiye 《城市之夜》
- 1933 Little Toys 《小玩意》
- 1934 Rensheng 《人生》
- 1934 Guilai 《歸來》
- 1934 Goodbye, Shanghai 《再會吧，上海》
- 1934 Sea of Fragrant Snow 《香雪海》
- 1934 The Goddess 《神女》
- 1935 New Women 《新女性》
- 1935 National Custom 《國風》

## Naslagwerk
- (en)  Richard J. Meyer, Ruan Ling-Yu: The Goddess of Shanghai, Hong Kong University Press (2005), ISBN 9622093957